# Kaph

La lettera fenicia Kaph

Kaph o Kaf è l'undicesima lettera di molti alfabeti semitici, tra cui il fenicio, l'aramaico, l'ebraico Kaf כ‎ e l'arabo Kāf ك (nell'ordine abjad).
La lettera fenicia ha dato origine alla latina K;k;k, la cirillica К,K;к;к e la greca Κ;κ;κ.

## Origini
Si pensa che la Kaph derivi dal pittogramma di una mano (in arabo moderno e in ebraico, kaph significa palmo/stretta).

## Kafebraica
| Varianti ortografiche | Varianti ortografiche | Varianti ortografiche | Varianti ortografiche | Varianti ortografiche |
| Vari font tipografici | Vari font tipografici | Vari font tipografici | Corsivo ebraico       | Carattere Rashi       |
| Serif                 | Sans-serif            | Monospazio            | Corsivo ebraico       | Carattere Rashi       |
| --------------------- | --------------------- | --------------------- | --------------------- | --------------------- |
| כ                     | כ                     | כ                     |                       |                       |

Ortografia ebraica compitata:  כָּף‎

### Pronuncia
La lettera Kaph è una di sei lettere che può ricevere il punto dagesh chiamato Kal. Le altre cinque lettere sono: Bet, Gimel, Daleth, Pe e Tav.
Esistono due varianti ortografiche di questa lettera che ne alterano la pronuncia:
| Nome | Simbolo | IPA   | Traslitterazione | Esempio  |
| ---- | ------- | ----- | ---------------- | -------- |
| Kaf  | כּ       | [k]   | k                | kangaroo |
| Chaf | כ       | χ o x | ch o kh          | loch     |

#### Kaph con punto
Quando la Kaph ha un "punto" al suo centro, noto come dagesh, allora rappresenta una occlusiva velare sorda ([ k ]). Esistono varie regole nella grammatica ebraica che stipulano quando e perché venga usata la dagesh.

#### Kaphsenza punto (chaph)
Quando questa lettera appare come כ‎ senza la dagesh ("punto") al suo centro, allora rappresenta χ, come la ch nel tedesco "Bach".
In ebraico moderno il valore fonetico di Chaph è lo stesso di Heth, ma molte comunità spesso le differenziano tra loro.

#### Forma finale diKaf
| Varianti ortografiche | Varianti ortografiche | Varianti ortografiche | Varianti ortografiche | Varianti ortografiche |
| Vari font tipografici | Vari font tipografici | Vari font tipografici | Corsivo ebraico       | Carattere Rashi       |
| Standard              | Sans-serif            | Serif                 | Corsivo ebraico       | Carattere Rashi       |
| --------------------- | --------------------- | --------------------- | --------------------- | --------------------- |
| ך                     | ך                     | ך                     |                       |                       |

Se la lettera è alla fine della parola il simbolo viene scritto differentemente.  Tuttavia, non cambia pronuncia o traslitterazione. Il nome della lettera diventa Kaf finale (Kaf Sofit). Esistono altre quattro lettere ebraiche che prendono la forma finale: Tsadi, Mem, Nun, e Pei. Kaf/khaf è l'unica lettera ebraica che può assumere una vocale nella sua forma a fine parola che viene pronunciata dopo la consonante: tale vocale è nota come qamatz.
| Nome        | Nome alternativo | Simbolo |
| ----------- | ---------------- | ------- |
| Kaf finale  | Kaf Sofit        | ךּ       |
| Chaf finale | Chaf Sofit       | ך       |

### Significato
Nella ghematria, Kaph rappresenta il numero 20 (venti). La sua forma finale indica 500, ma viene usata raramente, con le lettere Tav e Qoph (400+100) usate in sua vece.
Come prefisso, Kaph è una preposizione:
- Può significare "come" o "tanto/quanto", in abbreviazione di כמו‎, kmo;
- Nell'ebraico colloquiale, Kaph e Šin insieme hanno il significato di "quando", che è una contrazione di כאשר‎, ka'asher (quando).